# Dům Řásnovka
Dům Řásnovka je měšťanský dům v Praze 1 na Starém Městě v ulici Za Haštalem. Je chráněn jako nemovitá kulturní památka České republiky.

## Historie
V místě stál původně gotický dům. Část pozemku i s chatrnými stavbami koupil v letech 1667 a 1679 Jan Řásný z Řásnova, hejtman strahovského kláštera.
Na gotických základech byla v letech 1834–1835 postavena pozdně klasicistní budova M. Hausknechta. Roku 1877 k ní byla stavitelem Josefem Blechou přistavěna dvorní budova. V domě počátkem 20. století sídlil Zemský ústřední spolek včelařský pro království České a redakce časopisu Český včelař.
V roce 2013 byl rekonstruován a bylo plánováno přidat novou čtyřpatrovou budovu.

## Popis
Hlavní budova byla postavena na půdorysu písmene „T“. Strana do ulice Za Haštalem má dvouosý rizalit, tříosou fasádu s patrovou římsou, portál s úsekem kamenného segmentu s vjezdovými patníky a okna bez šambrán s přímými římsami. Na fasádě do dvora jsou podklenuté pavlače. Na severovýchodě dvora stojí dvoukřídlá dvoupatrová dvorní budova s pavlačemi na krakorcích. Jižní křídlo je částečně ubouráno.

## Další informace
Po domě byla pojmenována sousední ulice Řásnovka.